# Isola di Ėngel'm
L'isola di Ėngel'm (in russo Остров Энгельма, ostrov Ėngel'ma) è un'isola russa che fa parte dell'arcipelago dell'imperatrice Eugenia ed è bagnata dal mar del Giappone.
Amministrativamente appartiene al Territorio del Litorale, che è parte del Circondario federale dell'Estremo Oriente.

## Geografia
L'isola è situata nella parte settentrionale del golfo di Pietro il Grande a circa 370 m dalla costa meridionale dell'isola Russkij, nella parte alta della vasta insenatura formata dall'isola di Škot a est, da Russkij a nord, e dall'isola di Popov a ovest. Si trova 18 km a sud-ovest del centro di Vladivostok ed è bagnata dalle acque del golfo dell'Ussuri.
Ėngel'm è una piccola isola dalla forma leggermente allungata da est a ovest; misura poco meno di 400 m di lunghezza e 250 m di larghezza nei punti più ampi, per una superficie totale di circa 0,05 km².
L'isola è costituita da basse colline e scogliere nel sud-est (la parte che dà sul mare aperto), che digradano dolcemente verso le acque della baia.
La costa, leggermente frastagliata, è lunga 1,5 km. Il terreno è coperto da boschi di latifoglie nel nord-ovest su un'area di 1,1 ha, mentre sul resto dell'isola sono largamente distribuiti prati e vegetazione a macchia.
A nord, è separata da Russkij da un terrapieno artificiale sul quale corre una strada in terra battuta lunga 480 m. Un'altra strada corre nel nord, da est a ovest. Come altre isole della zona, Ėngel'm non ha una popolazione residente ma è una delle mete turistiche per la popolazione delle città vicine. Non ci sono sorgenti d'acqua dolce ma sono presenti diversi siti per l'installazione di tende e il piccolo bosco è utilizzabile dai villeggianti.

## Isole adiacenti
- Isola di Lavrov (остров Лаврова, ostrov Lavrova), poco a ovest di Ėngel'm, è una piccola isola di 0,09 km².

## Storia
Ėngel'm fu così chiamata in onore del comandante in capo del porto sull'isola Russkij, F. P. Ėngel'm.